# Gavicalis virescens
El mielero cantarín (Gavicalis virescens) es una especie de ave paseriforme de la familia Meliphagidae nativa de Australia.
El pájaro vive en una gran variedad de arbustos, bosques y hábitats costeros. Es relativamente común y generalizado en Australia al oeste de la Gran Cordillera Divisoria, atravesando la costa oeste y las islas de la costa de Australia Occidental. Fue nombrado originalmente como Meliphaga virescens lipferti, aunque ahora se le conoce como Gavicalis virescens.

## Descripción
La especie puede variar en longitud (17 a 22 cm). El color de su plumaje varía en tonos grises a marrones. La cola y las alas son verde oliva con destellos de color amarillo. Tiene una amplia franja negra detrás del pico hasta la espalda, y una raya amarilla inmediatamente debajo de esta hasta el ojo. El canto del pájaro oscila entre áspero y melodiosa; también varía de acuerdo al lugar donde vive. El mielero cantarín tiene muchos parientes cercanos con un aspecto generalmente similar o algunos detalles en común, con distribuciones que se solapan y voces similares, por lo que una guía de identificación de aves con imágenes podría ser esencial para alcanzar una identidad clara.

## Hábitat y comportamiento
El mielero cantarín come una variedad de alimentos, incluyendo néctar, pequeños insectos, frutas, gusanos, y bayas. Esto le convierte en criatura omnívora.
La especie se reproduce entre julio y febrero. Son capaces de formar relaciones de largo plazo con su pareja. Cuando se están reproduciendo, muestran comportamiento agresivo. Los huevos son de un color crema marrón con algunas manchas más oscuras. Su nido es un cuenco de hierba, tallos de plantas y telarañas.
Puede vivir en familias. Atacan a los animales más grandes, si se sienten amenazados por ellos o si se encuentran en su territorio. Han sido conocidos por atacar a intrusos en bandadas, lo cual demuestra que son un pájaro integrista.
Se asocian con otras especies de aves, como el mielero pardo (Lichmera indistincta) y el mielero carunculado (Anthochaera carunculata). Sin embargo, es diferente dichas aves porque carece de la capacidad de comunicarse con otras de la misma especie. Según un estudio de M. C. Baker (1996), se demostró que las aves del continente no respondían a los cantos del mielero cantarín mientras se encontraba en una isla frente a la costa oeste de Australia. El estudio indicó que el canto de los pájaros en la isla eran más débiles, con un menor repertorio, tipos de sílabas, y un menor número de sílabas y notas por canción.